# Sárgafejű maoriposzáta
A sárgafejű maoriposzáta (Mohoua ochrocephala) a madarak osztályának verébalakúak rendjébe és a légyvadászfélék családjába tartozó faj.

## Előfordulása
Új-Zéland endemikus madara. Csak a Déli-szigeten honos, az Északi-szigetről kihalt. Korábban előfordult a Déli-szigettől délre fekvő Stewart-szigeten is, de ott az 1960-as évek végére kihalt, amikor ott is megtelepedett a házi patkány.

## Megjelenése
Feje és hasa aranysárga. Tollazatának többi része nagyrészt fekete. Testhossza 15 centiméter.

## Természetvédelmi helyzete
1988 óta állományai drasztikusan lecsökkentek. Megfogyatkozásának okai a betelepített emlős ragadozók (macska, hermelin), emellett az erdőirtás.